# (3112) Velimir
(3112) Velimir (1977 QC5) – planetoida z pasa głównego asteroid okrążająca Słońce w ciągu 3,67 lat w średniej odległości 2,38 j.a. Odkryta 22 sierpnia 1977 roku.